# Atelestite
L'atelestite è un minerale appartenente al gruppo omonimo.